# Passo de Cho La

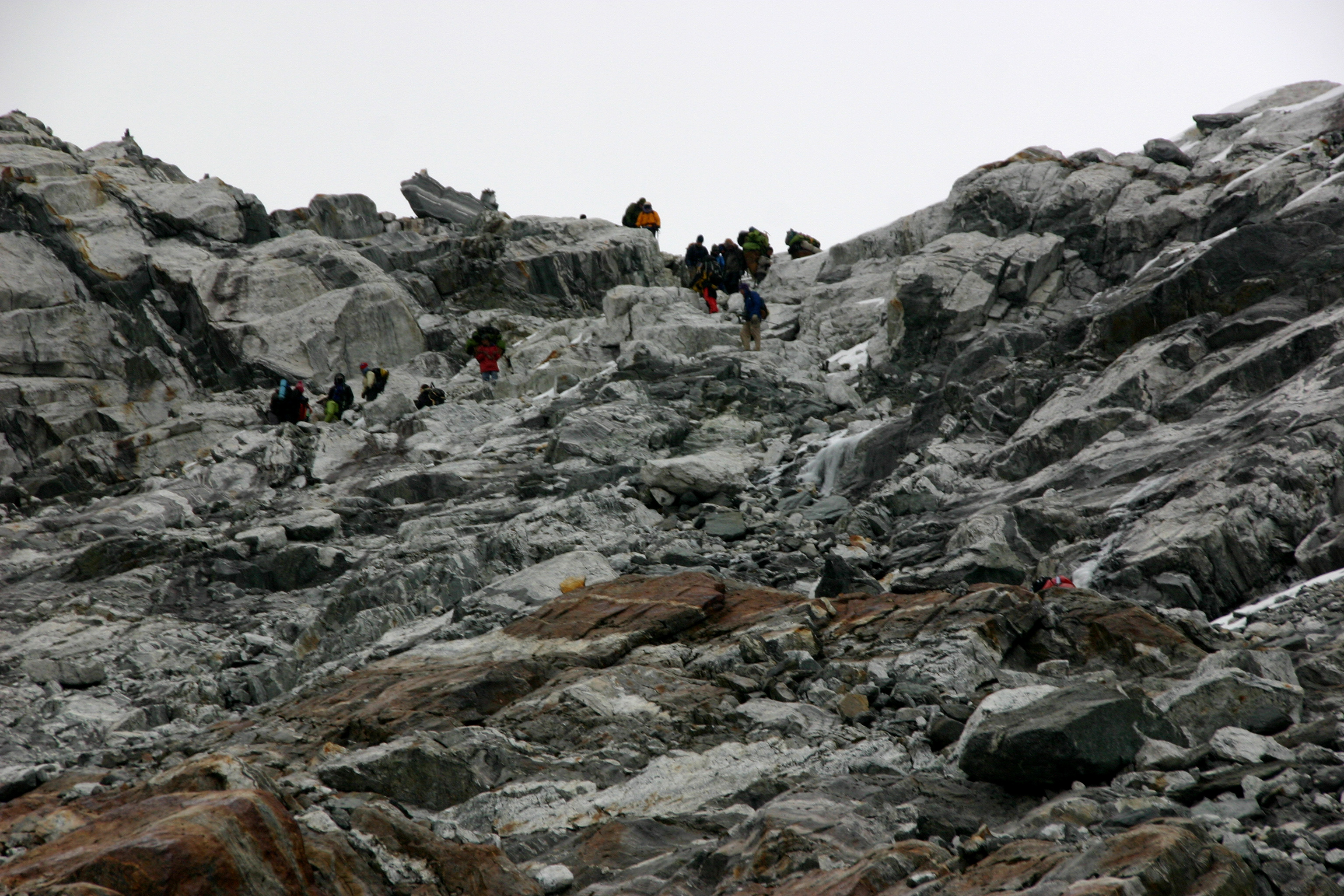
Passo de Cho La

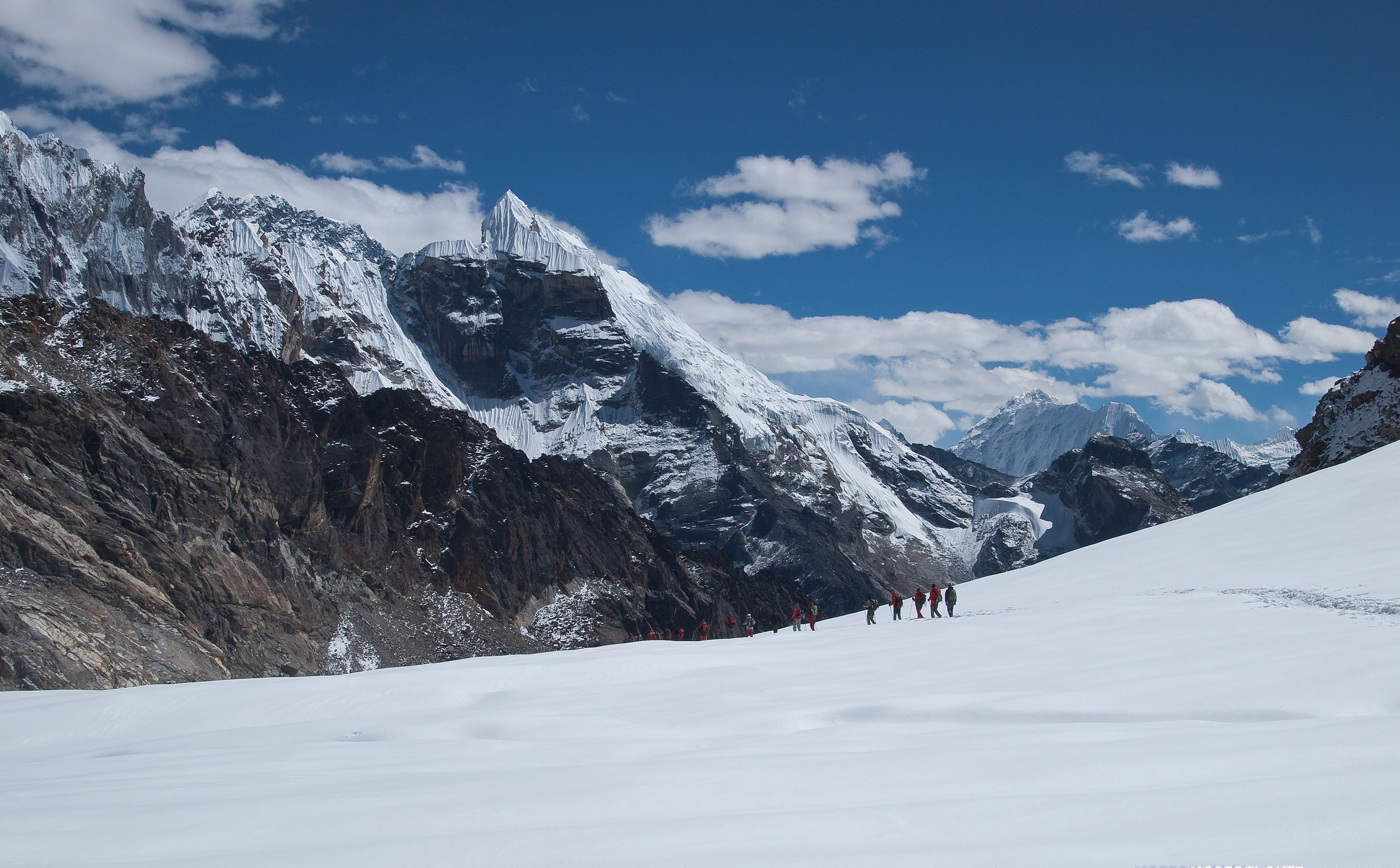
Vista panorâmica do passo de Cho La

Cho La é um passo de montanha localizado no distrito de Solukhumbu, nordeste do Nepal. Seu pico se encontra numa altitude de 5420 metros acima do nível do mar. Ele conecta o vilarejo de Dzongla (4830 m) a leste com o vilarejo de Thagnak (4700 m), a oeste.
O passo está na trilha que conduz a Gokyo, um dos mais populares trekking na região do Khumbu.
Para o oeste a trilha continua até os Lagos Gokyo atravessando no seu caminho a geleira de Ngozumpa. Na direção leste a trilha conduz ao Campo Base do Everest.